# Puyjourdes
Puyjourdes ist eine französische Gemeinde mit 90 Einwohnern (Stand 1. Januar 2022) im Département Lot in der Region Okzitanien. Sie gehört zum Arrondissement Figeac und zum Kanton Causse et Vallées.
Nachbargemeinden sind Saint-Jean-de-Laur im Norden, Martiel im Osten, Laramière im Süden, Promilhanes im Südwesten und Limogne-en-Quercy im Westen.

## Bevölkerungsentwicklung
| Jahr      | 1962 | 1968 | 1975 | 1982 | 1990 | 1999 | 2008 | 2016 |
| --------- | ---- | ---- | ---- | ---- | ---- | ---- | ---- | ---- |
| Einwohner | 80   | 72   | 57   | 52   | 45   | 49   | 62   | 90   |

## Sehenswürdigkeiten
- Kirche Saint-Pierre